# Limenária (Thasos)
Limenária, en grec moderne : Λιμενάρια, est un village sur l'île de Thasos, en Macédoine-Orientale-et-Thrace, Grèce.
Selon le recensement de 2011, la population du village compte 2 471 habitants.